# Polysigma uniforme
Polysigma uniforme är en rundmaskart som beskrevs av Nathan Augustus Cobb 1920. Polysigma uniforme ingår i släktet Polysigma och familjen Desmodoridae. Inga underarter finns listade i Catalogue of Life.